# Rika Miyatani
Rika Miyatani (jap. 宮谷理香 Miyatani Rika; ur. 30 lipca 1971 w Kanazawie) – japońska pianistka, laureatka V nagrody na XIII Międzynarodowym Konkursie Pianistycznym im. Fryderyka Chopina (1995).

## Życiorys
Na fortepianie zaczęła grać w wieku pięciu lat. Uczyła się w Tōhō Gakuen School of Music w Tokio (1987–1994). W latach 1994–1995 ukończyła studia podyplomowe na tej samej uczelni. Brała udział w kursach mistrzowskich organizowanych m.in. przez Halinę Czerny-Stefańską i Piotra Palecznego. 
W 1995 wygrała Ogólnokrajowy Konkurs Młodych Pianistów w Japonii. W tym samym roku reprezentowała Japonię na XIII Konkursie Chopinowskim, gdzie otrzymała V nagrodę. Po tych sukcesach występowała w Japonii, na Tajwanie, we Francji, w Austrii, Kanadzie i Polsce (m.in. w 1998 na Międzynarodowym Festiwalu Chopinowskim w Dusznikach-Zdroju). W latach 2000–2010 dała wiele koncertów z okazji nadchodzącej dwusetnej rocznicy urodzin Fryderyka Chopina. Często występuje razem z Tokijską Orkiestrą Symfoniczną i Tokijską Orkiestrą Filharmoniczną. 
W jej repertuarze są utwory m.in. Fryderyka Chopina, Ludwiga van Beethovena, Claude'a Debussy'ego i Tōru Takemitsu. Nagrała kilkanaście płyt dla różnych wytwórni muzycznych. Autorka książki "Rika-rin no ojama shimasu!" (2008).